# Vitellozzo Vitelli
Pour l’article ayant un titre homophone, voir Vitellozzo Vitelli (cardinal).
Vitellozzo Vitelli (Niccolò Vitelli dit Vitellozzo), (né v.1458 à Città di Castello, dans la province de Pérouse en Ombrie - mort en 1502 à Senigaglia, dans les Marches) est un militaire italien de la Renaissance, qui est considéré certainement comme le plus talentueux et expert homme d'armes et condottiere de son époque et qui fut seigneur de Montone, Città di Castello, Monterchi et Anghiari.

## Biographie
Avec son père Niccolo et ses frères Paolo, Giulio, Giovanni, Camillo, tous des soldats de fortune, il a instauré un nouveau type de fantassins, armés de pics et de sabres. Il créa aussi un corps d'infanterie montée, armé d'arquebuses.
Vitellozzo se mit au service de Florence contre Pise et plus tard en 1496, des Français (Charles VIII) et des Orsini, afin de prendre aux Aragonais, soutenus par le pape Alexandre VI, le royaume de Naples. Lors du retrait des troupes françaises, il suit Charles VIII à sa cour. En 1497, il est envoyé à Livourne sur les galères françaises. Il regroupe les troupes françaises disséminées dans le royaume de Naples et bat le duc d'Urbin (mandaté par le pape Alexandre VI) à Soriano en 1497.
En 1500 Vitellozzo et les Orsini font la paix avec le pape. César Borgia fils du pape étant déterminé à consolider le pouvoir papal en Romagne, prend Vitellozzo et les Orsini à son service. Vitellozzo se distingue dans de nombreux combats. En 1501, il attaque Florence autant à la demande de Cesar Borgia que par son envie de venger son frère Paolo, qui, au service de la république de Florence et accusé de trahison, a été condamné à mort et exécuté en 1499.
Il prend Arezzo et alors qu'il se prépare à porter l'attaque décisive sur Florence, il est forcé par Borgia, qui était en négociation avec la république et les Français, de faire marche arrière et de quitter Arezzo. À partir de ce moment, il prend ses distances avec Cesar Borgia.
Craignant la puissance de Borgia, avec les Orsini, les Baglioni, Oliverotto da Fermo et d'autres capitaines, il prit part à la congiura di Magione (9 octobre 1502),  contre Borgia. Malgré des victoires importantes des conjurés sur les armées de Borgia (Calmazzo, octobre 1502), la méfiance mutuelle entre les conspirateurs et l'appui porté par les Français à Borgia réduit à néant l'accord. Sous l'impulsion des Orsini, récalcitrant et très diminué par la syphilis, Vitellozzo finit par se rapprocher de Borgia et prend en son nom la ville de Senigallia.
Borgia rejoint avec son armée les anciens insurgés à Senigallia, sous prétexte de fêter les retrouvailles. Le 31 décembre 1502, il isole adroitement les capitaines de leurs troupes et les arrête.
Vitellozzo Vitelli et Oliverotto da Fermo sont étranglés la nuit même (31 décembre 1502) par le tueur attitré de César Borgia, Michelotto Corella,.
Il est enterré dans l'église Santa Maria della Misericordia à Senigallia.

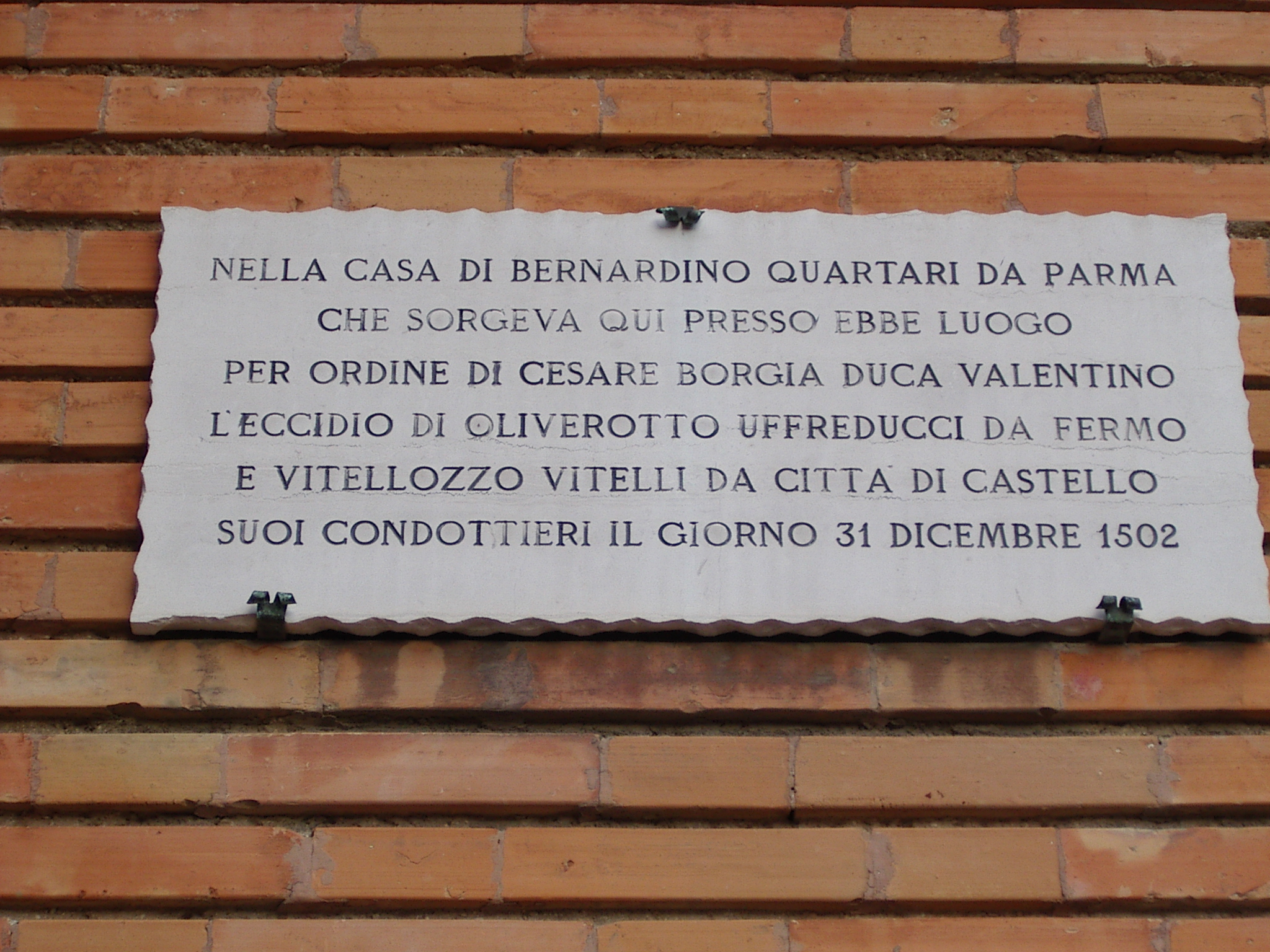
Plaque commémorative à Senigallia.

## Art militaire
Vitellozzo Vitelli apporta de nombreuses nouveautés dans sa compagnie.
- Le transport des artilleries sur des chars à la française beaucoup plus maniables que ceux utilisés à l'époque en Italie.
- Allongement des piques de 70 cm par rapport à celles utilisées par les Lansquenets.
- Formation de ses fantassins au combat en carré.

## Description des fantassins
« C'était des hommes avec une simple tignasse en habit de paysan et dont l'aspect inclinerait à la moquerie, mais avec une telle force d'obstination mentale, une dureté du corps, une foi inébranlable ; ainsi que l'attachement envers leurs capitaines, le désir de leur obéir, dignes d'être considérés d'excellents soldats, armés d'épées, de piques selon la coutume allemande. Ils avaient appris à respecter les consignes, à se mettre en formation d'après certains sons de tambour, bouleverser et maîtriser une bataille, courir en formation de coccinelle, et finalement avec un grand art blesser l'ennemi et maintenir avec diligence la position. Et ce qui a toujours été une très grande utilité dans toutes leurs formations est le fait d'avoir mélangé des hommes de guerre expérimentés par les batailles passées, très ingénieux qui encadraient la multitude »

— Paul Jove Dell’istorie del suo tempo.p. 195. Venise, 1564 (traduction).
Vitellozzo Vitelli comme de nombreux condottieres italiens est le symbole d'un paradoxe: un farouche combattant capable de tous les excès mais qui était un mécène avisé protecteur des artistes et des savants. Il eut comme ingénieur militaire Léonard de Vinci (1502). Il protégea également les arts, employant à Città di Castello des artistes comme Raphael,Luca Signorelli et Vasari.